# Roberta Voltolini
Roberta Voltolini, o semplicemente Roberta, nota anche con lo pseudonimo di Roberta Rei (Firenze, 15 maggio 1961 – Milano, 28 settembre 1996), è stata una cantante italiana.

## Biografia
Ancora bambina ebbe la prima esperienza come cantante, entrando nel Piccolo Coro dell'Antoniano e cantando quindi come corista allo Zecchino d'oro nell'edizione del 1969 e partecipando anche all'incisione del relativo album ufficiale dell'edizione (Ri-Fi RF.LP 14031). Nel 1971, a soli dieci anni, comincia a dedicarsi al pianoforte su consiglio di un amico dei suoi genitori e si diploma in pianoforte e composizione al Conservatorio Luigi Cherubini di Firenze.

### 1978-1981: Prime esperienze musicali

Tony Esposito e Roberta Voltolini (a destra) vincitori a Saint Vincent 1984.

Debuttò nel 1978 col nome d'arte Roberta ed il brano Noi, grazie al quale riscosse una vittoria al Festival di Castrocaro ed una Gondola d'argento alla Mostra Internazionale di Musica Leggera di Venezia. 
Fu ospite, sempre nel 1978, a Canale 48 nella trasmissione condotta da Narciso Parigi "Qui Firenze liscio con ghiaccio..."  con il brano Noi. 
Partecipò al Festival di Sanremo 1979 con Il sole, la pioggia (una canzonetta allegra e dagli intermezzi in stile Disco impostale dai suoi produttori, ma che lei non amava molto, tanto che avrebbe preferito interpretare alla manifestazione la canzone del lato B del disco: Viva).
Nel 1981, come Roberta Rei, pubblicò il singolo Non sparate sulla luna scritta da Carla Vistarini e Luigi Lopez, con cui rappresentò l'Italia al World Popular Song Festival, raggiungendo la semifinale ed aggiudicandosi il Premio della critica musicale. 

### 1984-1985: Il successo con il singoloStellae l'albumRoberta Voltolini
Ascoltando e assimilando molto, adottando uno stile musicale caratteristico (fondendo sapientemente assieme lo stile jazz, blues e pop) e venendo prodotta dai Pooh (in particolare da Stefano D'Orazio e dalla sua First Organization, un'organizzazione di Roma), incise Stella, con cui vinse Un disco per l'estate 1984 e che ottenne un ottimo riscontro. 
Nel 1985 aveva progettato di partecipare al festival di Sanremo ed era data come una delle favorite, ma fu a sorpresa esclusa insieme ad altri nomi noti. Partecipò dunque prima alla neonata gara canora televisiva Poker di Maggio, una gara a squadre dove lei fu inserita in quella vincitrice cantando l'orecchiabile canzone Forza, poi ritornò un mese dopo ad Un disco per l'estate con la stessa canzone e incise il suo primo album, intitolato semplicemente Roberta Voltolini e arrangiato da Fio Zanotti, in cui si notano anche i due brani Colori, brano molto dolce e ricco di immagini lievi e di impressioni immediate, e Uomo Semplice, in cui un certo tipo di uomo affarista tipico degli anni del riflusso nel privato e della Milano da bere è messo sotto accusa per il suo atteggiamento spregiudicato, indifferente alla sofferenza che procura, mentre appunto gli uomini semplici sono costretti solitamente a subire le ingiustizie della società.

### Anni successivi e vita privata
In varie interviste rivelò di amare la cucina cinese e di avere un cane maltesino di nome Peggy. Aveva una sorella.
Continuò ad apparire sporadicamente in qualche trasmissione televisiva nella seconda metà degli anni '80. Nel 1988 pubblicò il secondo album L'altra parte di me, che ricevette meno consensi e decise perciò di ritirarsi dalle scene. 
Morì nel 1996 di leucemia, venendo sepolta insieme ad altri avi nel cimitero di Trespiano della sua città natale. Poco prima della scomparsa aveva registrato un disco per la RTI Music, tuttora inedito.
Dal maggio 2023 l'album L'altra parte di me è la sua prima opera disponibile nel circuito discografico digitale, con una moderna rimasterizzazione a cura del produttore fiorentino Andrea Cristofori.

## Discografia
Album in studio
- 1985 - Roberta Voltolini
- 1988 - L'altra parte di me

Singoli
- 1978 - Concerto per un amore/Noi (come Roberta)
- 1979 - Il sole, la pioggia/Viva
- 1981 - Non sparate sulla luna/Non dico che morirei ma è meglio quando ci sei (come Roberta Rei)
- 1984 - Stella/...ma che spettacolo
- 1985 - Forza/Andiamo via